# Geelsnavelmeestiran
De geelsnavelmeestiran (Anairetes flavirostris) is een zangvogel uit de familie Tyrannidae (tirannen).

## Verspreiding en leefgebied
Deze soort komt voor van Peru tot Argentinië en telt vier ondersoorten:
- A. f. huancabambae: noordwestelijk Peru.
- A. f. arequipae: zuidwestelijk Peru en noordwestelijk Chili.
- A. f. cuzcoensis: zuidoostelijk Peru.
- A. f. flavirostris: van zuidelijk Peru tot Bolivia, noordelijk Chili en centraal Argentinië.

## Status
De grootte van de populatie is niet gekwantificeerd maar de soort wordt omschreven als vrij algemeen. Op de Rode lijst van de IUCN heeft deze soort de status niet bedreigd.